# Gepus cunctatus
Gepus cunctatus is een insect uit de familie van de mierenleeuwen (Myrmeleontidae), die tot de orde netvleugeligen (Neuroptera) behoort. 
Gepus cunctatus is voor het eerst wetenschappelijk beschreven door Hölzel in 1982.